# Halichoeres trispilus
 Halichoeres trispilus és una espècie de peix de la família dels làbrids i de l'ordre dels perciformes.

## Morfologia
Els mascles poden assolir els 9 cm de longitud total.

## Distribució geogràfica
Es troba a Sud-àfrica, Maldives i Maurici.